# Средња Европа
Средња или централна Европа је географска регија која обухвата површину од 1.253.371 km2, односно 11,9% површине Европе. Простире се од Балтичког мора, на северу, до Црног мора и високих веначних планина на југу, које чине северну границу јужне Европе.
Осим тога, може се сматрати да се и северна, јужна и југоисточна Европа у одређеној мери граниче и преклапају са средњом Европом тј. положај ове регије је веома значајан јер повезује све остале регије Европе.
Сви главни путеви који повезују западну и источну, северну и јужну Европу прелазе преко територије средње Европе. Ова регија обухвата девет земаља: Мађарску, Чешку, Словачку, Словенију, Швајцарску, Аустрију, Лихтенштајн, Немачку и Пољску.
Од ових девет земаља само три излазе на море, тако да у овој европској регији преовлађују континенталне земље.

## Подела
На основу географског положаја могу се поделити на: 
- подунавске земље (Мађарска, Чешка и Словачка),
- алпске земље (Швајцарска, Аустрија, Словенијa и Лихтенштајн),
- балтичке земље (Немачка и Пољска).

## Историја појма
Појам „средња Европа“ био је први пут употребљен на Бечком мировном конгресу, када је тим термином био обележен простор данашње Немачке и Бенелукса као Europe intermediaire.
Пре него физичка окупљеност појам „средња Европа“ је симбол уједињења у односу на контраст са „Истоком“ који репрезентује Османлијска империја и Руска Империја и до Првог светског рата се разликује од „Запада“ тиме да су стварани областима релативног конзервативизма за разлику од либерализма на Западу Француске и Велике Британије и утицаја Француске револуције. У 19. веку када је Француска постала република а Британија била парламентарна монархија у којој је владар имао веома малу моћ, Аустроугарска и Прусија на другој страни остале су конзервативне монархије у којима је владар са црквом играо кључну улогу.
Посебан став средње Европе се најбоље огледало у постављању Немачке које се налазило у средњем положају и у доба Првог светског рата развијало концепт Немачком овладан средњоевропски простор тзв. „Mitteleurope“.
После Првог светског рата и у то више после Другог светског рата. Либералне и конзервативне разлике између Истоком и Западом се нарушавају и били су замењени политичком поделом међу капиталистичким и социјалистичким уређењем земље.
Употреба појма „средња Европа“ је јако ослабила у доба хладнога рата али се у последње доба стално више употребљава и то углавном у вези са недавним размештајем Европске уније.
С времена на време се чује шаљиво тумачење да је средња Европа део континента које су Западоевропејци сматрали за исток а Источни Европљани сматрали за запад.

## Физичко-географске одлике
Регион је географски положен у центру Европе између Северног, Балтичког и Јадранског мора. Због положаја у центру Европе важна је за саобраћај ту су се због тога често водили ратови.
На северу проходност омогућује низак рељеф, испресецан пловним каналима, рекама и густином саобраћајне мреже. У средишњем делу то су долине река а у планинском простору то су тунели и превоји. Земље с излазом на море су: Немачка (Балтичко и Северно), Пољска (Балтичко) и Словенија (Јадранско).

### Рељеф
Рељеф средње Европе је јако различит. На југу регије налазе се Алпи, после њих се настављају Татре и Карпати.
Унутар зоне набирања веначних планина налазе се две низије:
- Панонска (на југу регије између Алпа, Карпата и Динарских планина) и
- Влашка (између Карпата и Старе планине).

Средишњи и северни део регије је део старог европског копна. На северу регије, у дужини од 600 km пружа се Средњоевропска низија или другачије Прибалтичка низија, која захвата северне делове Немачке и Пољске, па је и названа Немачко-пољска низија.
У средишту регије а на југу старог европског копна су громадне планине без одређеног правца пружања.

### Клима
У Средњој Европи преовладава умереноконтинентална клима која се понекад назива и средњоевропска, различити делови регије имају различите варијације континенталне климе.
Средњоевропска низија је под утицајем сувог хладног ваздуха са севера, али и топлијег, влажнијег ваздуха са Атлантског океана. Тако западни делови регије имају умерено-континенталну климу са већом количином падавина. Како идемо према истоку падавине су све ређе, а утицај хладног ваздуха са севера је све већи – овде влада тзв. оштра континентална клима. Централни део где су громадне планине, има умерену климу, али са повећањем надморске висине мења се у планинску климу.

### Вегетација
Вегетацију сачињава мешовита шума која је у великој мери промењена на земљорадничку земљу и шумовитост је релативно ниска.

### Реке
С обзиром да средњоевропске земље немају море које би их повезивало, ту улогу имају реке Рајна и Дунав. Речна мрежа средње Европе је добро развијена. Већина река тече ка северу и улива се у Балтичко и Северно море.
Велике реке средње Европе: Дунав, Рајна, Лаба, Одра, Висла извиру у Алпима и Карпатима, где им је и разводница. Уливају се у Црно, Балтичко и Северно море. Водостај зависи од падавина и отапања снега, па је највиши у прољеће. Река Рајна има уједначен водостај што је важно за пловидбу па је она најпрометнија европска река.
Река Дунав извире под планином Шварцвалд и тече ка Црном мору. У горњем току Дунав је каналом повезан са Мајном, притоком Рајне.
Тај јединствени пловидбени речно-каналски пут Рајна-Мајна-Дунав повезује међу собом државе средње Европе, али и те државе са западним деловима Европе.

### Језера
Велики број језера налази се у Прибалтичкој низији, посебно њеном источном делу. То су језера балтичке језерске области.
На подручју Алпа такође постоје језера, већином ледничка. У Панонској низији у западној Мађарској постоји језеро Балатон, које је тектонско.

## Друштвено-географске одлике

### Становништво
Становништво Средње Европе обухвата 27% европске популације, односно 186.038.442 становника.
С обзиром на положај Средње Европе, ту живе представници свих значајнијих европских група народа. Половина становника регије су Германи, а затим по бројности следе Словени (30%), Романи (12,5%) и Угро-Финци (7%).
Ако погледамо структуру становништва, примећујемо разлику међу државама, која се огледа у животном стандарду, односу градског и сеоског становништва, ангажованости становништва по привредним секторима. Једна ствар је заједничка свуда – низак природни прираштај.
Природни услови у значајној су мери одредили положај становништва. Највећа концентрација се јавља около речних долина и на местима бивше или садашњих копова угља. Државе у средњој Европи се карактеришу високом настањеношћу и великом структуром градова и насеља. Смањење броја становништва надокнађује се миграцијом становништва нарочито у Немачкој и Швајцарској од стране Турака.

### Народи
Средњу Европу настањују следећи народи.
- 1. Германи - Немци, Аустријанци, Германошвајцарци
- 2. Словени - Пољаци, Чеси, Словаци, Моравци, Лужички Срби, Шлезијци, Кашуби
- 3. Романи - Франкошвајцарци, Италошвајцарци, Реторомани
- 4. Угро-Финци - Мађари

### Религија
- 1. католици - Пољаци, Чеси, Словаци, Моравци, Шлезијци, Кашуби, Аустријанци, 1/2 - 3/5 Мађара, Реторомани, делом Немци, Франкошвајцарци, Италошвајцарци
- 2. протестанти - већи део Немаца, Лужички Срби, 1/4 Мађара
- 3. православци -   Румуни

### Европска унија
Све државе осим Швајцарске су чланице Европске уније, а шест држава које су примљене 2004. имају ограничена права, пре свега у кретању.

### Привреда
Економски гигант је Немачка. Економски ниво се смањује како се иде према истоку. У индустрији преовладава машинска индустрија и саобраћајна средства, металургија и хемија. У земљорадњи преовлађује сточна производња над биљном. Та се усредсређује на гајење обиља, шећерне репе и кромпира. Густа и фреквентна је саобраћајна мрежа.

## Земље региона
Регион обухвата следећих девет земаља:
- Аустрија
- Чешка
- Немачка
- Мађарска
- Лихтенштајн
- Пољска
- Словачка
- Словенија
- Швајцарска

Регион понекад обухвата делове суседних земаља из историјских и културолошких разлога као што су:
- Хрватска
- Румунија
- Србија
- Украјина
- Русија
- Француска
- Италија

## Подунавске земље

### Дунав и Подунавље
Дунав је једна од најважнијих водених саобраћајница у Европи. Он повезује најразвијенија пољопривредна и индустријска подручја и окосница је велике регије – Подунавља, у којој живи више од двеста милиона људи. Подунавље чине делови свих земаља кроз које протиче Дунав, а међу њима и делови наше земље. Припадају му и четири земље Средње Европе, које због тога чине подрегију Подунавске земље. То су: Мађарска, Чешка, Словачка, и Румунија. Све су оне чланице Европске уније.

### Подунавске земље - основни статички подаци
| Земља              | Површина (км2) | Број становника (у милионима) | Главни град и број становника |
| Мађарска           | 93 030         | 10,1                          | Будимпешта (1 700 000)        |
| Румунија           | 237 500        | 21,6                          | Букурешт (1 900 000)          |
| Чешка Република    | 78 864         | 10,2                          | Праг (1 200 000)              |
| Словачка Република | 49 035         | 5,4                           | Братислава (430 000)          |

### Минерални ресурси и главне пољопривредне културе подунавских земаља
| Земља    | Минерални ресурси                      | Главне пољопривредне културе                                     |
| Мађарска | кокс, угаљ, природни гас               | пшеница, кукуруз, сунцокрет, кромпир, шећерна репа               |
| Румунија | нафта, природни гас, угаљ, руда гвожђа | пшеница, кукуруз, воће (шљива), сунцокрет, шећерна репа, кромпир |
| Словачка | угаљ, лигнит, руде гвожђа и бакра      | жито, кромпир, шећерна репа, хмељ, воће                          |
| Чешка    | угаљ, каолин                           | жито, шећерна репа, кромпир, хмељ, воће                          |

Подунавске земље све више јачају привредну сарадњу и договарају се око заштите и коришћења Дунава. Тако су заједничким напорима Србије и Румуније изграђене две хидроелектране („Ђердап 1” и „Ђердап 2”), а сарадњом Словачке и Мађарске хидроелектрана „Гобчиково”.